# Попелюшка (фільм, 2021)
Попелюшка (англ. Cinderella) — американський романтичний музично-комедійний фільм 2021 року, заснований на однойменній казці. Режисер: Кей Кеннон.

## Сюжет
Бідна, амбітна сирота здійснює бажання зустріти принца. 

## У ролях
- Каміла Кабелло - Попелюшка
- Біллі Портер - Fab G, "безгендера" фея  [1]
- Ідіна Менцель - Вівіан, мачуха Попелюшки
- Ніколас Голіцин - принц Роберт
- Пірс Броснан - король Роуан
- Мінні Драйвер - королева Беатріс
- Мадді Байліо - Анастасія
- Шарлотта Спенсер - Нарісса
- Джон Малейні - Джон
- Джеймс Корден - Джеймс
- Ромеш Ранганатан - Ромеш
- Міссі Еліотт - міський криєр
- Ліндон Огборн - батько Попелюшки

## Виробництво

### Розвиток
9 квітня 2019 року Columbia Pictures оголосив про музичний переказ Попелюшки Сценарист та режисер фільму Кей Кеннон, Джеймс Корден мав сюжетну історію і продюсував фільм через Фулвелл 73 з Лео Перлманом, Джонатаном Кадіном та Шенноном Макінтошем.  Біллі Портер зіграє гендерно нейтральну фею-хресну в мюзиклі. 

### Зйомки
Основні зйомки розпочалися 13 лютого 2020 року у Великій Британії. 

## Музика
У квітні 2019 року було оголошено, що Каміла Кабельйо працює над музикою для фільму. 

## Випуск
У червні 2019 року фільм планували випустити 5 лютого 2021 року. 